# George Washington (miniserie)
George Washington es una miniserie televisiva de 1984 dirigida por Buzz Kulik. La miniserie, liberada en tres partes, es la crónica de la vida de George Washington, el 1.º Presidente de los Estados Unidos, desde los 11 hasta los 51 años. Está basada en la biografía escrita por James Thomas Flexner.

## Argumento
Esta miniserie narra la vida de George Washington, desde su niñez, a través de sus experiencias en la Guerra francesa e india y su ascenso para dirigir el Ejército Continental durante la Revolución americana. Concluye poco después del fin de la guerra, con el regreso de Washington a su casa en Monte Vernon.

## Reparto
- Barry Bostwick es George Washington – Comandante-en-Jefe del Ejército Continental, y más tarde primer Presidente de los Estados Unidos, aunque su era de Presidencia no es incluida en la película.
- Patty Duque Astin es Martha Washington – Mujer de George Washington.
- David Duques es George William Fairfax – mejor amigo de George Washington y marido de Sally Fairfax.
- Jaclyn Smith es Sally Fairfax – Mujer de William George Fairfax.
- Lloyd Puentes es Caleb Quinn
- José Ferrer es Robert Dinwiddie – El gobernador de lugarteniente de Virginia colonial.
- Hal Holbrook es John Adams – Miembro del Congreso Continental y segundo Presidente de los Estados Unidos
- Trevor Howard es Señor Fairfax
- Jeremy Kemp es Horatio Gates – Un general americano.
- Richard Kiley es George Mason – Un patriota americano.
- Stephen Macht es Benedict Arnold – Un general americano, más tarde desertando al ejército británico.
- James Mason es Edward Braddock – Un general británico durante inicio de la Guerra francesa e india.
- Rosemary Murphy es Mary Pelota Washington – la madre de George Washington.
- Clive Revill es Señor Loudoun– Un británico nobleman y agente de ejército.
- Robert Stack es John Duro – Un general americano.
- Anthony Zerbe es St. Pierre – Un agente militar canadiense francés.
- J. Kenneth Campbell es Richard Henry Lee – Un estadista americano de Virginia.
- Philip Casnoff es Lafayette – Un aristócrata francés y agente militar.
- Josh Clark es Tench Tilghman – Un agente en el Ejército Continental durante la Guerra Revolucionaria americana.
- Kevin Conroy es John Laurens – Un soldado americano y estadista de Carolina del Sur durante la Guerra Revolucionaria.
- Peter Evans es Thomas Mifflin – Un mercader americano y político.
- Megan Gallagher es Peggy Shippen – La segunda mujer de General Benedict Arnold.
- John Glover es Charles Lee – Un soldado británico giró Virginia planter quién era un agente general  del Ejército Continental en la Guerra Revolucionaria americana.
- Harry Groener es Patrick Henry – El primer correo-Gobernador colonial de Virginia.
- Patrick Horgan es William Howe – Un británico General quién era Comandante -en-Jefe de fuerzas británicas durante la Guerra americana de Independencia.

## Producción
La miniserie fue rodada principalmente en Washington, D.C. y se estrenó en 1984.

## Premios
Fue nominada a seis Premios Emmys.